# Průměr (geometrie)

Atributy kružnice s vyznačeným průměrem

Průměr kružnice je úsečka, která prochází středem kružnice a jejíž oba krajní body leží na této kružnici. Analogicky lze definovat průměr kruhu a koule. Označuje se písmenem d (zkr. diameter), případně symbolem ⌀ (viz níže).
Výrazem průměr označujeme i délku této úsečky. Rovná se dvojnásobku poloměru r:
{\displaystyle d=2\cdot r}
Průměr kružnice nebo kruhu je roven podílu obvodu a čísla π:
{\displaystyle d={\frac {o}{\pi }}}

## Obecná definice
Obecně lze průměr množiny M bodů metrického prostoru definovat jako supremum množiny všech hodnot l takových, že l je vzdálenost nějakých dvou bodů v M. Formálně
{\displaystyle d=sup\{\rho (x,y);x,y\in \mathbb {M} \}}
kde ρ je metrika na daném prostoru.
Číslo d není definováno jako maximum, neboť některé množiny neobsahují vlastní hranici a uvedená množina tak nemá největší hodnotu. V případě uzavřených konvexních množin je průměr roven délce nejdelší úsečky, která leží v M. Např. průměr krychle je roven délce její tělesové úhlopříčky, průměr trojúhelníka jeho nejdelší straně.

## Značení

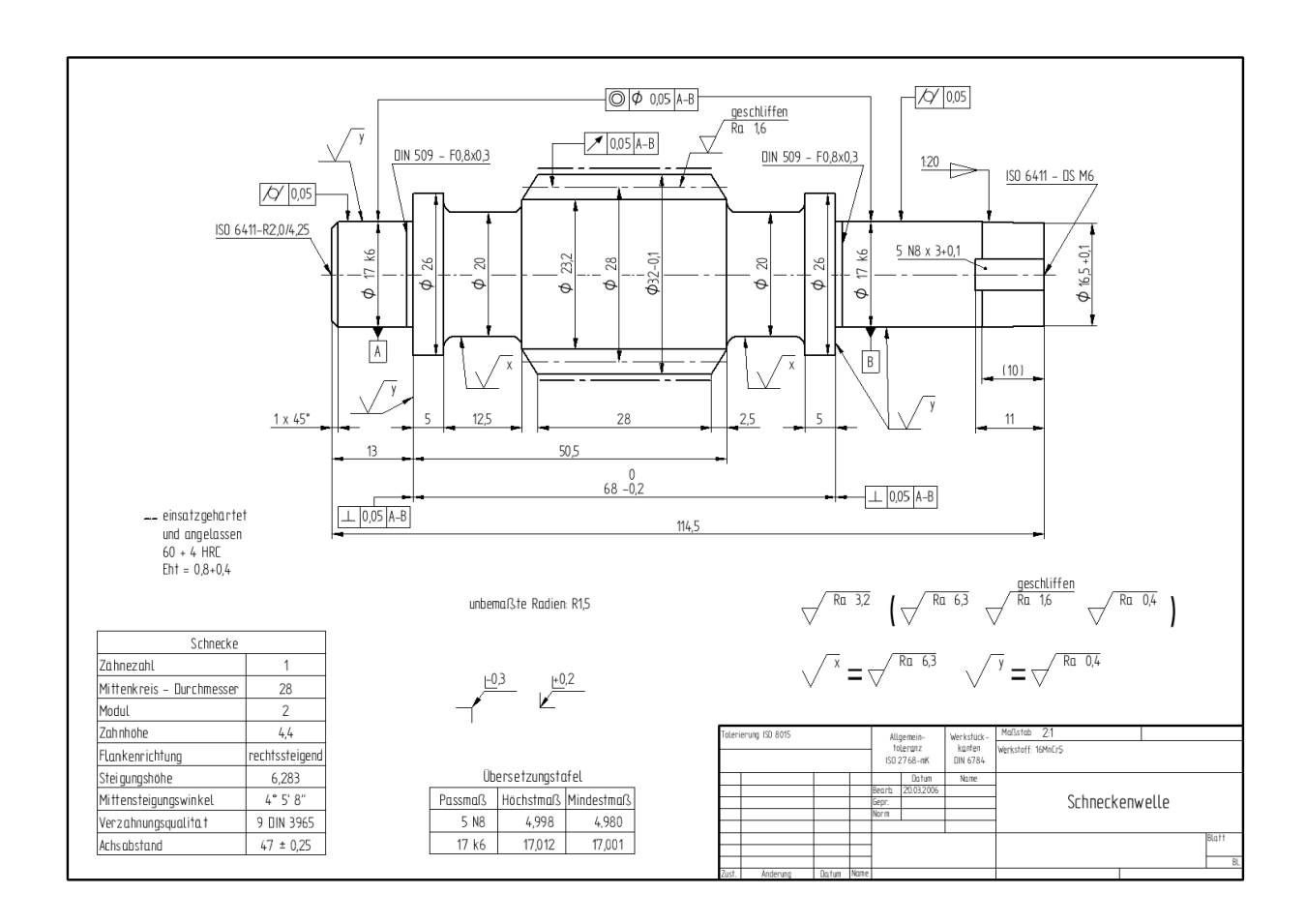
Strojírenský výkres (hřídele) s hojně využívaným symbolem průměru

Symbol '⌀', který lze zhruba popsat jako šikmo přeškrtnutou kružnici, má v Unicode tabulce číslo 8960 (2300 v šestnáctkové soustavě). V HTML jej lze zapsat jako ⌀ nebo &#x2300;. Mnoho fontů však tento symbol neobsahuje, proto je na webu občas místo něj použito přeškrtnuté malé ó 'ø', případně znak pro prázdnou množinu '∅', případně řecké písmeno Fí 'Φ', což jsou sice jiné symboly, ale svojí podobou znak pro průměr připomínají.
V technické praxi se vnitřní (světlý) průměr potrubí značí písmeny DN.
V LaTeXu se tento symbol píše příkazem \diameter.